# Andonectes pineiroi
Andonectes pineiroi är en skalbaggsart som beskrevs av García 2002. Andonectes pineiroi ingår i släktet Andonectes och familjen dykare. Inga underarter finns listade i Catalogue of Life.